# Lijst van nummer 1-hits in Frankrijk in 1993
Deze hits stonden in 1993 op nummer 1 in de SNEP Single Top 50, de bekendste hitlijst in Frankrijk.
| Datum        | Artiest                | Titel                  |
| ------------ | ---------------------- | ---------------------- |
| 2 januari    | Jordy                  | Dur dur d'être bébé!   |
| 9 januari    | Jordy                  | Dur dur d'être bébé!   |
| 16 januari   | Jordy                  | Dur dur d'être bébé!   |
| 23 januari   | Jordy                  | Dur dur d'être bébé!   |
| 30 januari   | Whitney Houston        | I will always love you |
| 6 februari   | Whitney Houston        | I will always love you |
| 13 februari  | Whitney Houston        | I will always love you |
| 20 februari  | Whitney Houston        | I will always love you |
| 27 februari  | Whitney Houston        | I will always love you |
| 6 maart      | Whitney Houston        | I will always love you |
| 13 maart     | Whitney Houston        | I will always love you |
| 20 maart     | Whitney Houston        | I will always love you |
| 27 maart     | Jordy                  | Alison                 |
| 3 april      | Jordy                  | Alison                 |
| 10 april     | Jordy                  | Alison                 |
| 17 april     | Jordy                  | Alison                 |
| 24 april     | Jordy                  | Alison                 |
| 1 mei        | 2 Unlimited            | No limit               |
| 8 mei        | 2 Unlimited            | No limit               |
| 15 mei       | 2 Unlimited            | No limit               |
| 22 mei       | 2 Unlimited            | No limit               |
| 29 mei       | Dire Straits           | Your latest trick      |
| 5 juni       | Dire Straits           | Your latest trick      |
| 12 juni      | Dire Straits           | Your latest trick      |
| 19 juni      | Dire Straits           | Your latest trick      |
| 26 juni      | Dire Straits           | Your latest trick      |
| 3 juli       | Dire Straits           | Your latest trick      |
| 10 juli      | Dire Straits           | Your latest trick      |
| 17 juli      | Haddaway               | What is love           |
| 24 juli      | Haddaway               | What is love           |
| 31 juli      | Haddaway               | What is love           |
| 7 augustus   | Haddaway               | What is love           |
| 14 augustus  | Haddaway               | What is love           |
| 21 augustus  | Les G.O. Cul-ture      | Darla dirladada        |
| 28 augustus  | Les G.O. Cul-ture      | Darla dirladada        |
| 4 september  | Les G.O. Cul-ture      | Darla dirladada        |
| 11 september | Geen Top 50 verschenen | Geen Top 50 verschenen |
| 18 september | Regg'Lyss              | Mets de l'huile        |
| 25 september | Les G.O. Cul-ture      | Darla dirladada        |
| 2 oktober    | Freddie Mercury        | Living on my own       |
| 9 oktober    | Freddie Mercury        | Living on my own       |
| 16 oktober   | Freddie Mercury        | Living on my own       |
| 23 oktober   | Regg'Lyss              | Mets de l'huile        |
| 30 oktober   | Freddie Mercury        | Living on my own       |
| 6 november   | Freddie Mercury        | Living on my own       |
| 13 november  | Freddie Mercury        | Living on my own       |
| 20 november  | Freddie Mercury        | Living on my own       |
| 27 november  | Freddie Mercury        | Living on my own       |
| 4 december   | Freddie Mercury        | Living on my own       |
| 11 december  | Freddie Mercury        | Living on my own       |
| 18 december  | Freddie Mercury        | Living on my own       |
| 25 december  | Freddie Mercury        | Living on my own       |